# コカイン
コカイン（英語: cocaine）は、コカの木に含まれるアルカロイドで、局所麻酔薬として用いられ、また精神刺激薬にも分類される。無色無臭の柱状結晶。
1885年にはじめて単離され、19世紀後半から20世紀初頭には広く販売されていたが、後に国際条約で規制され、麻薬に関する単一条約による規制に引き継がれている。日本の麻薬及び向精神薬取締法における麻薬である。日本では、70年以上、医薬品として用いられてきたが、製造中止が発表された。

## 製造

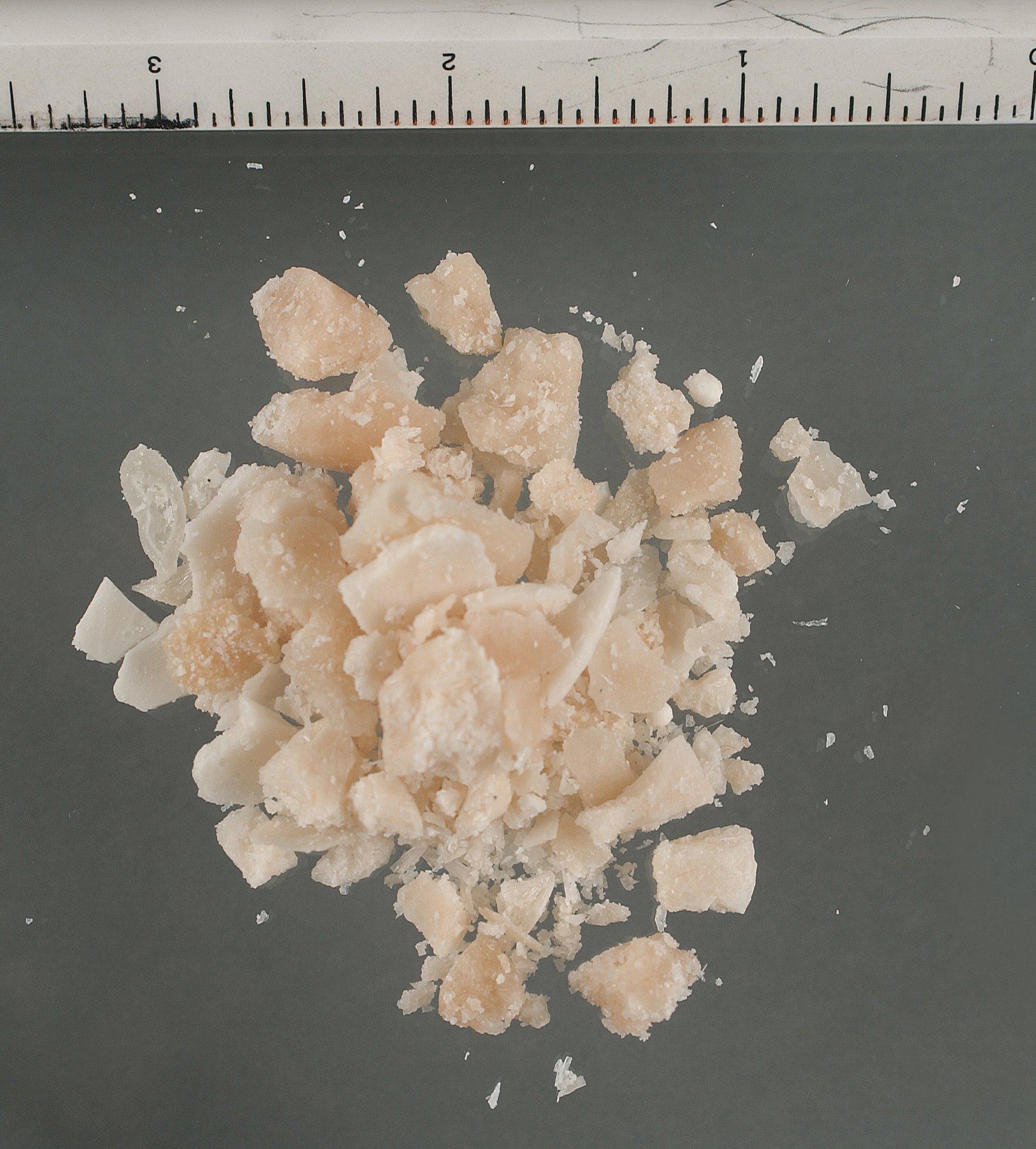
クラック・コカイン

トロパン骨格を持ちオルニチンより生合成される。医療用医薬品としては、安定な塩酸塩として流通している。
コカイン原料のコカノキは主にコロンビアやボリビアなど、南米の人里離れた山岳地帯の畑で密かに栽培され、現地農民が手作業で葉をむしって袋詰めする。コカの葉は密林の中に隠された作業場に集められ、細かく破砕され、溶媒となる石油類に浸して撹拌し、麻薬成分を溶出させる。これに希硫酸を混ぜた後、アルカリで中和し、上澄みを捨て、沈殿物を集めて乾燥させ、コカ・ペーストが製造される。
コカペーストは、原産地で製造される粗製抽出物であり、石油や硫酸などの溶媒に汚染された非合法のコカペーストはしばしば毒性を持つ。現地農民から買い取られたコカ・ペーストを酸で処理し、過マンガン酸カリウムで不純物を取り除き、濾過してコカイン濃度を高め、精製したものがコカインである。
クラックは、アメリカ合衆国でよく使用される形態で白い塊になっており、これはコカイン塩酸塩を重曹と混ぜたもので、気化しやすく吸入で使われる。

## 作用
粘膜の麻酔に効力があり、血管収縮作用もあるために止血作用に優れ、耳鼻科手術などで、局所麻酔薬として長く用いられてきたが、日本では2021年、製造中止が発表された。この局所麻酔作用は、電位依存性ナトリウムイオンチャネルの興奮を抑えることで、感覚神経の興奮を抑制することによる。また中枢神経に作用して、精神を高揚させる働きを持つ。
またコカインを摂取（内服、静脈注射）した場合、中枢神経興奮作用によって快感を得て、一時的に爽快な気分になることがある。このコカインの中枢作用は覚醒剤（アンフェタミン類）と類似しており、モノアミントランスポーターの阻害により、カテコールアミンを遊離させ、大脳のカテコールアミン作動神経に作用するためだと考えられている。

## 代謝
コカインをヒトが摂取すると、代謝産物として、例えばベンゾイルエクゴニンが生ずる。このほか、コカインとエタノールとが体内に共存していると、体内でコカエチレンが生成する場合もある。

## 使用法
医療用では、表面麻酔薬として粘膜には5〜10%溶液、点眼には0.5〜4%溶液、外用には1〜5%の軟膏として用いる。
薬物乱用の場合、微粉末をガラス板や紙幣の上に出して、ストローで鼻孔粘膜から吸引する（スニッフィング・スノーティング）か、水溶液にして注射器で静脈注射する。

## 依存性
コカインは薬物依存症の原因となる。コカインによる依存症は極めて強い部類に含まれるが、主に精神的依存であり、身体的依存は弱いと言われる。なお、コカインの中毒症状、精神刺激薬精神病には、服用を中断し対処する。
依存症専門家による投票、スコアづけでは、コカインの精神依存性は3.0点満点中2.8点、身体依存性は精神依存性の数値の高さに対し開きがあり1.3点となっている。比較として、タバコ：精神依存性 2.6、身体依存性 1.8。アルコール：精神依存性 1.9、身体依存性 1.6となっている。また同資料における社会的損害となされている平均スコアの比較では、ヘロイン:2.54、アルコール:2.21、コカイン:2.17、タバコ:1.42 となっている。
コカイン依存では、強い多幸感のため短期間の使用でもコカインに依存しやすく、効果が短いため頻繁に使用することになりやすい。物質乱用のコカイン乱用では、数週間から数か月と使用しない期間があり依存ほどにはなっておらず、問題を起こさないコカインの使用もするが、問題のある使用を時に起こす。

### 精神病症状
アンフェタミンによる精神病性障害と類似しており、被害妄想が起きたり、人の顔色を誤って認識することがある。昆虫や虫が体を這っているという妄想から、体に引っかき傷をつくる場合がある。

## 有害な作用
コカインの過剰摂取は、心疾患および脳損傷を引き起こすことがある。例えば、脳内の血管を狭窄させ、脳卒中を引き起こし、動脈を収縮させ、血圧が上がることで心臓に負担がかかり心臓発作を引き起こす。
コカイン依存者の幻覚に、俗にコーク・バグ（英語：coke bugs コカインの虫という意味）、日本語で蟻走感と呼ばれる、虫が皮膚の上をはったり、皮膚から出てくるように感じる症状がある。

### 妊娠中の影響
妊娠中のコカインの摂取は、多くの有害な影響を及ぼすことが知られている。妊婦がコカインを使用した場合、胎盤が子宮から離れて出血を起こす胎盤剥離のリスクが高くなる。コカインは催奇形性物質（英語：teratogens）であり、胎児の奇形を引き起こす可能性がある。子宮内でコカインに曝（さら）されることは、知的障害、子宮内胎児発育遅延（英語：Intrauterine growth restriction ; IUGR）、先天性心疾患を引き起こす可能性がある。

## 規制
麻薬に関する単一条約で規制されている。
アメリカやヨーロッパの各国で麻薬として、所持や使用が規制されている薬物の1つである。日本でも麻薬及び向精神薬取締法で規制対象になっている麻薬である。

## 歴史
1855年、ドイツ国のフリードリヒ・ゲードケが初めてコカの葉から単離し、学名から"erythroxyline"と命名。1859年、ゲッティンゲン大学のフリードリヒ・ヴェーラー門下のアルベルト・ニーマンが単離法を改良し、翌1860年に詳細な性質を報告して「コカイン」と命名。ニーマンは、マスタードガスの発見者でもある。
発売当初、コカインはモルヒネ中毒の治療薬として宣伝されていた。1880年代のイギリスでは一般人でも容易に入手可能であり、ハロッズではコカインとモルヒネと注射器がセットになったギフトボックスが販売されていた。
当時のロンドンを描いたシャーロック・ホームズシリーズの主人公シャーロック・ホームズは初期の作品でコカインの7パーセント溶液を自ら皮下注射するほどの依存症であり、相棒で医師のジョン・H・ワトスンの働きかけによって使用を止めているものの、ワトスンからは再発を懸念されている。
1875年の春、英国医師会の会長も務めたサー・ロバート・クリスティソンは毒物が人体に与える影響に興味を持ったが被験者の確保が困難であったため自らが被験者となり毒物を摂取して吐き出すという行為を続け、摂取後の体調の変化を記録していた。その数ある実験の中で、当時79歳のクリスティソンがコカインの原材料であるコカの葉を試した際には以下のように記録し、それらをブリティッシュ・メディカル・ジャーナルに寄稿している。
コカインの性質が充分に理解されていなかった頃には、依存性がないと考えられたために、他の薬物依存症の患者に対し、コカインを処方することで治療できると考える者もいた。著名な心理学者であるジークムント・フロイトもこのような考えから、自身および他者に対してコカインを処方し、他者に重大な依存症を引き起こした。
フロイトはコカインに舌を麻痺させる性質があることに気づき、そのことを眼科医カール・コラーに話した。当時の眼科麻酔に不満を持っていたコラーは、コカインの性質が目の手術に応用できるのではないかと考え、自分の目にコカインの溶液を注射して角膜をピンセットで突くという実験を行ったところ、圧力以外は何も感じないことが判明した。1884年9月11日、同薬による局所麻酔による手術の成功とその発表によって、コラーの局所麻酔は世間の認めるところとなり、「コカ・コラー」として有名になった。その後、コカインを使った局所麻酔は歯科や外科などに普及した。現在(2020年)、日本において医療用途として利用できるコカインは、表面麻酔薬の適応があるコカイン塩酸塩のみである。
1880年代、南北戦争に参加して重症を負っていたジョン・ペンバートンという薬剤師は長年モルヒネを服用していた。けれども、徐々に耐性がついてモルヒネ中毒に陥るとペンバートンはモルヒネに代わって痛みを和らげ、そのうえ依存性がないものを探した。試行錯誤の末にペンバートンはコカ、ワイン、コーラ、芳香植物の葉であるダミアナらを混ぜた「フレンチ・ワイン・コカ」を発明した。
発明した翌年、禁酒法によってアルコールが制限されると材料からワインを取り除いてコカ・コーラという名前で薬局で売り出し、アメリカ食品医薬品局が存在しなかった当時は鬱やヒステリー、消化不良や心身の疲れ、モルヒネやアヘンへの依存、精力増強や頭痛に効く万能薬であると自由に宣伝して消費を伸ばした。
コカ・コーラには20世紀初頭までコカインの成分が含まれており、薬局などで売られていた頃はdope（ドープ）という麻薬の俗称で呼ばれ、5セントあれば人種を問わず誰でもコカイン入り飲料を飲むことができた。しかし、アメリカ南部の新聞が「黒人のコカイン中毒者が白人女性を強姦したが警察はそれを止めることができなかった」と報じたことによりコカインの有害性が明らかになると、1903年にコカ・コーラ社はコカインの使用を中止し、代わりに大量の砂糖とカフェインが用いられるようになった。
しかし、規制後もコカインは裏で流通し続けていた。アメリカでは、ベトナム戦争時にアメリカ軍兵士が日常的にコカインを摂取しており、ベトナム帰還兵が、アメリカ国内にそれを持ち込み、深刻な社会問題になった。
1970年代前後のアメリカでは、コカイン摂取は、ベトナム帰還兵や裕福な白人層の「娯楽」として用いられるようになった。特に、シリコンバレーを代表とするハイテク関連企業の技術者や、その家族がコカインをしばしば用いていたとされる。1980年代に入り、コカインの供給量が増え、その路上販売価格が下がると、コカインの摂取は貧しい人々や若者にも広がるようになり、深刻な社会問題として表面化している。
1970 - 1980年代にかけて、パブロ・エスコバル率いるコロンビアの複合犯罪組織メデジン・カルテルの台頭が全世界のコカイン市場の大半を牛耳るようになると、危機感を抱いたアメリカは、これを壊滅させるべく国家安全保障局 (NSA) や中央情報局 (CIA) による諜報活動のうえ、アメリカ軍を派兵し、連日にわたる拠点の空爆やミサイル攻撃、銃撃戦が繰り広げられた。また、その様子は各国のTVや新聞等のメディアでたびたび報じられた。
2000年代までに、メデジン・カルテルやカリ・カルテルなどの大型麻薬組織は撲滅されたが、麻薬組織は細分化して存在し続けている。2017年には、コロンビア最大の麻薬犯罪組織クラン・デル・ゴルフォの一斉捜索が行われ12トンものコカイン（末端価格3億6,000万ドル、過去最高を更新）が押収されている。
2009年、世界中でエナジードリンクとして販売されているレッドブルの姉妹品レッドブル・コーラから微量のコカインが検出され、ドイツでは販売が禁止された。
2015年から2016年にかけての米国、米疾病対策センター（CDC）によると、コカイン中毒死の数は何年もの間変化がなかったが、2015年から2016年にかけて52％激増した。この傾向は、連邦政府による最新のデータでも続いている。現在、年間約1万3000人がコカインで亡くなっている。
2017年の米国では過剰摂取によりヘロインで15900人以上、コカインで14500人以上の死者をだしている。
2017年の英国では、コカインに関連する死者数は432人となっている。
2021年、ドイツのハンブルグ港の税関は、パラグアイから到着したコンテナ5基から16トンのコカインを発見。欧州では過去最大となる麻薬の密輸量であったが、2023年にはハンブルク港やオランダのロッテルダム港などで、35.5トンのコカインが押収されて記録が更新された。末端価格は約26億ユーロ（約4400億円）相当。